# Sœurs apostoliques du Christ Crucifié
Les sœurs apostoliques du Christ Crucifié (en latin : Sororum Apostolicarum a Christo Crucifixo) sont une congrégation religieuse hospitalière et enseignante de droit pontifical.

## Historique
Après la mort de son mari, tué en 1936 pendant la guerre civile espagnole, María Séiquer Gayá (1891-1975) décide de rentrer dans un institut religieux et pense d'abord au servantes du Sacré-Cœur mais décide ensuite de fonder une nouvelle famille religieuse entièrement consacrée à la jeunesse abandonnée dans les zones rurales. 
Elle obtient l'autorisation de Miguel de los Santos Díaz y Gómara, évêque de Cartagène et fonde la congrégation le 13 septembre 1939sur le domaine de Santo Ángel, près de Murcie. En 1941, María Séiquer Gayá se prépare à la vie religieuse dans le monastère de l'ordre de la Visitation de Salamanque avec Amalia Martín de la Escalera, considérée comme cofondatrice de l'institut. 
L'institut est reconnu de droit diocésain le 21 juin 1947 et reçoit l'approbation pontificale le 7 janvier 1975.

## Activités et diffusion
Les apostoliques de Jésus Crucifié se consacrent à l'enseignement de la jeunesse dans les zones rurales, rendent visite aux malades et apportent leur aide dans les paroisses.
Elles sont présentes en:
- Europe : Espagne.
- Amérique : Bolivie, République Dominicaine, Guatemala, Honduras, Salvador.
- Afrique : Mozambique.

La maison-mère est à Santo Ángel (Murcie). 
En 2017, la congrégation comptait 112 sœurs dans 27 maisons.